# Semiothisa perfumata
Semiothisa perfumata är en fjärilsart som beskrevs av Max Joseph Bastelberger 1907. Semiothisa perfumata ingår i släktet Semiothisa och familjen mätare. Inga underarter finns listade i Catalogue of Life.